# Oštećenje (film iz 1992)
Oštećenje  je romantični psihološki dramski film iz 1992. u režiji i produkciji Luisa Mala sa Džeremijem Ajronsom, Žilijet Binoš, Mirandom Ričardson, Rupertom Grejvsom i Ijanom Benenom. Adaptiran od strane Dejvida Hara iz romana Oštećenje Džozefin Hart iz 1991. godine, film govori o britanskom političaru (Ajronsu) koji ima seksualni odnos sa verenicom svog sina koji će uskoro postati i postaje sve više opsednut njom. Ričardsonova je bila nominovana za Oskara za najbolju sporednu glumicu i osvojila je nagradu BAFTA za najbolju sporednu glumicu za ulogu oštećene supruge glavnog lika filma.

## Radnja
Dr. Stiven Fleming, lekar koji je ušao u politiku i postao ministar, živi u Londonu sa suprugom Ingrid i ćerkom Sali. Njihov odrasli sin Martin, mladi novinar, živi negde drugde u Londonu. Na prijemu Stiven upoznaje mladu ženu, Anu Barton, ćerku britanskog diplomate i četiri puta udavane francuskinje. Ana se predstavlja kao Martinova bliska prijateljica; ona i Stiven su trenutno privučeni jedno drugom. Nešto kasnije, Martin dovodi Anu da upozna njegove roditelje u njihovoj elegantnoj gradskoj kući i otkriva da su oni romantično povezani. Seksualna napetost između Stivena i Ane je očigledna, iako Martin i Ingrid naizgled nisu svesni.
Nakon što Ana nazove njegovu kancelariju, Stiven odlazi u njen stan, gde imaju seks. Sledećeg dana, Martin je unapređen, i Ingrid priređuje slavljeničku večeru. Tamo Ingrid deluje sumnjičavo i ispituje Anu o njenom detinjstvu. Ana kaže da je njen godinu dana stariji brat izvršio samoubistvo zbog „ljubavi” kada je imao 16 godina. Posle večere, Martin vozi Anu kući, a Stiven ih prati. Kada Martin ode, Stiven ulazi i govori Ani koliko je „želeo da je dodirne tokom večere“, što je dovelo do toga da ponovo imaju seks. Ana opisuje smrt svog brata, nakon što je on izrazio incestuznu želju, govoreći „želeo me je samo za sebe i da ne odrastem“. Kaže da su oštećeni ljudi opasni, a da mrzi posesivnost.
Stivenova opsesija Anom se produbljuje; iz hira, napušta konferenciju u Briselu da bi otišao u Pariz, gde Ana provodi vikend sa Martinom. Dok Martin spava, Stiven i Ana imaju seks na vratima. Posle toga, Stiven se useljava nasuprot Ani i Martinu, špijunirajući ih; on sada želi da bude sa Anom trajno, čak i ako to uništi njegovu porodicu. Ana ga odvraća, uveravajući ga da će on uvek imati pristup njoj, sve dok je ona sa Martinom. Posećujući Anin dom, Stiven pronalazi Pitera Veclera (Stormare), njenog bivšeg ljubavnika. Ljubomorni Stiven pretpostavlja da Ana vara i, kada Piter odlazi, suočava se sa njom. Ana to poriče i priča da je, kada je bila svedok bratovog samoubistva, pobegla kod Pitera i spavala sa njim kao reakcija.
Flemangovi posećuju Edvarda Lojda, Ingridinog oca i Stivenovog političkog mentora, kako bi proslavili njen rođendan. Martin saopštava da je Ana prihvatila njegovu ponudu za brak, što Stivena vidno uznemirava. Te noći, Sali ga posmatra kako izlazi iz Anine sobe. Uznemireni Stiven laže o tome, govoreći Sali da je razgovarao sa Anom o braku jer je Ingrid bila uznemirena. Kasnije, Flemangovi ručaju sa Aninom majkom, Elizabetom, koja omalovažava brak, govoreći da Martin ne izgleda kao Anin 'uobičajeni tip', i napominje koliko liči na Aninog pokojnog brata. Elizabeta primećuje napeto ponašanje između Ane i Stivena. Ona zaključuje da imaju aferu i upozorava Stivena da je okonča.
Stiven se u početku povinjava i prekida vezu. On pokušava da prizna Martinu i Ingrid, odvojeno, ali na kraju to ne čini. Telefonira Ani, ali spušta slušalicu kada se Martin javi. Ana šalje ključ Stivenovoj kancelariji, sa adresom stana gde mogu da se sastanu. Ona kaže Stivenu da se ne bi mogla udati za Martina, da nije s njim. Sastaju se u stanu i započinju još jedan randevu, ali ih Martin — nakon što je slučajno otkrio za stan — pronalazi u krevetu. Zapanjen, slučajno je pao preko ograde i poginuo. Preneraženi Stiven trči niz stepenice go i steže njegovo telo, dok Ana tiho odlazi.
Stivenova afera je razotkrivena i postaje medijska pomama. Uznemirena Ingrid pita da li ju je on ikada voleo i kaže mu da bi volela da se nikada nisu sreli. Stiven podnosi ostavku na vladinu poziciju. Upoznavši Aninu majku, otkriva da Ana boravi sa njom, ali on i Ana ćute na svom poslednjem sastanku. Stiven se, ostavljajući ženu i ćerku, povlači u iznajmljenu sobu u gradu na jugu Evrope. U naraciji otkriva da je Anu video samo još jednom, u prolazu na aerodromu, i da ona ima dete sa Petrom. Stiven gleda na svoj zid na kome je veliko uvećanje fotografije koju mu je Martin dao gde su zajedno sa njim, Ana i Martin. On završava mirnom notom: „Nije se razlikovala od bilo koga drugog.

## Prijem

### Kritičarski prijem
Film Oštećenje je naišal na pozitivnu kritiku. Na veb-sajtu agregatora recenzija Rotten Tomatoes, 81% od 26 kritika kritičara je pozitivno, sa prosečnom ocenom od 6,9/10. Na sajtu Metacritic ima ocenu 71 od 100 na osnovu recenzija 28 kritičara, što ukazuje na „generalno povoljne kritike“.
Džin Siskel ga je po objavljivanju smatrao jednim od najboljih filmova godine, komentarišući da je „pisan pametno, napisan sa aktuelnošću, tako da likovi deluju verodostojno“, a zatim je rekao da je „Oštećenje realno specijalan film“. Rodžer Ebert ga opisao je kao „jedan od najneverovatnijih filmova koje [je] ikada video“,, i ocenio film sa 4 od 4 zvezdice.
U pozitivnoj recenziji za Los Anđeles Tajmsu, Kenet Turan je imao mnogo pohvala za film, posebno za nastupe Ajronsa, Binoš i Ričardsona, komentarišući da „delujući zajedno sa velikom ozbiljnošću cilja i značajnom količinom veštine, ovaj tim je preokrenuo Oštećenje u zabavu visoke klase, pažljivo kontrolisanu, lepo montiranu i odigranu sa potpunim ubeđenjem. Njegova jeziva duša možda ima više zajedničkog sa Džeki Kolins nego sa Džejn Ostin, ali njegova strastvena priroda i ubedljive performanse ne mogu a da vas ne privuku."
Piter Travers iz časopisa Rolling Stone pohvalio je režiju filma koju je ostvario Luis Mal i „vernu filmsku verziju” u odnosu na originalni roman Džozefin Hart. Od glumačke ekipe, Travers je bio najpovoljniji prema Mirandinom nastupu: „Ričardsonova je izvanredna; to je hrabra izvedba kalibra nagrada.“
Recenzija Toda Makartija za Variety bila je nešto mešovitija, navodeći da je „Oštećenje hladan, krhki film o besnim, traumatskim emocijama. Nepravedno poznat pre objavljivanja po svom jedva neobičnom erotskom sadržaju, ova drama britanskog osećaja francuskog reditelja veterana Luja Mala pokazuje se ubedljivom i granično smešnom, mučnom, a ipak emocionalno stegnutom, i predstavlja solidan uvod za ozbiljnu umetničku publiku širom sveta. Ali više mejnstrim gledalaci vođeni publicitetom očekuju vruću ili romantičnu zabavu za sušna dva sata.”
U mešovitoj recenziji Mata Milera za časopis Empire, on je bio pomalo kritičan prema filmu, ocenivši ga sa 3 od 5 zvezdica, i pomenuo da „hoda nesigurnom linijom između oštre, prodorne drame i pretencioznog brbljanja, ova Luis Malova snažno britanska vizija erotske opsesije, adaptirana iz bestselera Džozefin Hart, naizmenično je ubedljiva i smešna, hipnotična i udaljena." Međutim, pohvalio je Ričardsonovu, posebno za njen nastup u sceni pri kraju filma, navodeći da „u toj pojedinačnoj sceni, Oštećenje postiže nivo emocionalnog intenziteta koji je prethodno bio odsutan.”

### Blagajna
Film je objavljen u Sjedinjenim Državama 23. decembra 1992. i zaradio je 140.777 dolara u četiri bioskopa u prvih pet dana. Nastavio je sa zaradom od 7,532,911 dolara u SAD i Kanadi. Film je zaradio 1.865.371 funti u Ujedinjenom Kraljevstvu. Van Sjedinjenih Država zaradio je preko 23 miliona dolara, sa ukupno preko 31 milion dolara širom sveta.

## Netfliksova adaptacija
U martu 2022. godine objavljeno je da će druga adaptacija Oštećenja biti razvijena za Netfliks u obliku originalne četvorodelne ograničene serije. Produkovali su je francuska filmska kompanija Gaumont i Moonage Pictures u Velikoj Britaniji. Potvrđeno je da će u glumačkoj ekipi biti Ričard Armitidž kao Vilijam (prvobitno Stiven), Čarli Merfi kao Ana, Indira Varma kao Ingrid i Riš Šah kao Džej (prvobitno Martin), te da će u glumačkoj ekipi biti i Pipa Benet-Vorner. Seriju će pisati Morgan Lojd-Malkolm i Bendži Volters, a režiju potpisuju Glen Lejbern i Liza Baros D'Sa. Metju Rid, Frit Tripledi i Alison Džekson biće izvršni producenti. Miniserija, pod nazivom Opsesija, objavljena je 13. aprila 2023. godine i dobila je univerzalne negativne kritike od kritičara i publike.

## Spoljašnje veze
- Oštećenje na sajtu  (jezik: engleski)
- Oštećenje na sajtu  (jezik: engleski)
- Oštećenje na sajtu  (jezik: engleski)
- Damage at the British Film Institute
- Damage at the TCM Movie Database